# 自動門

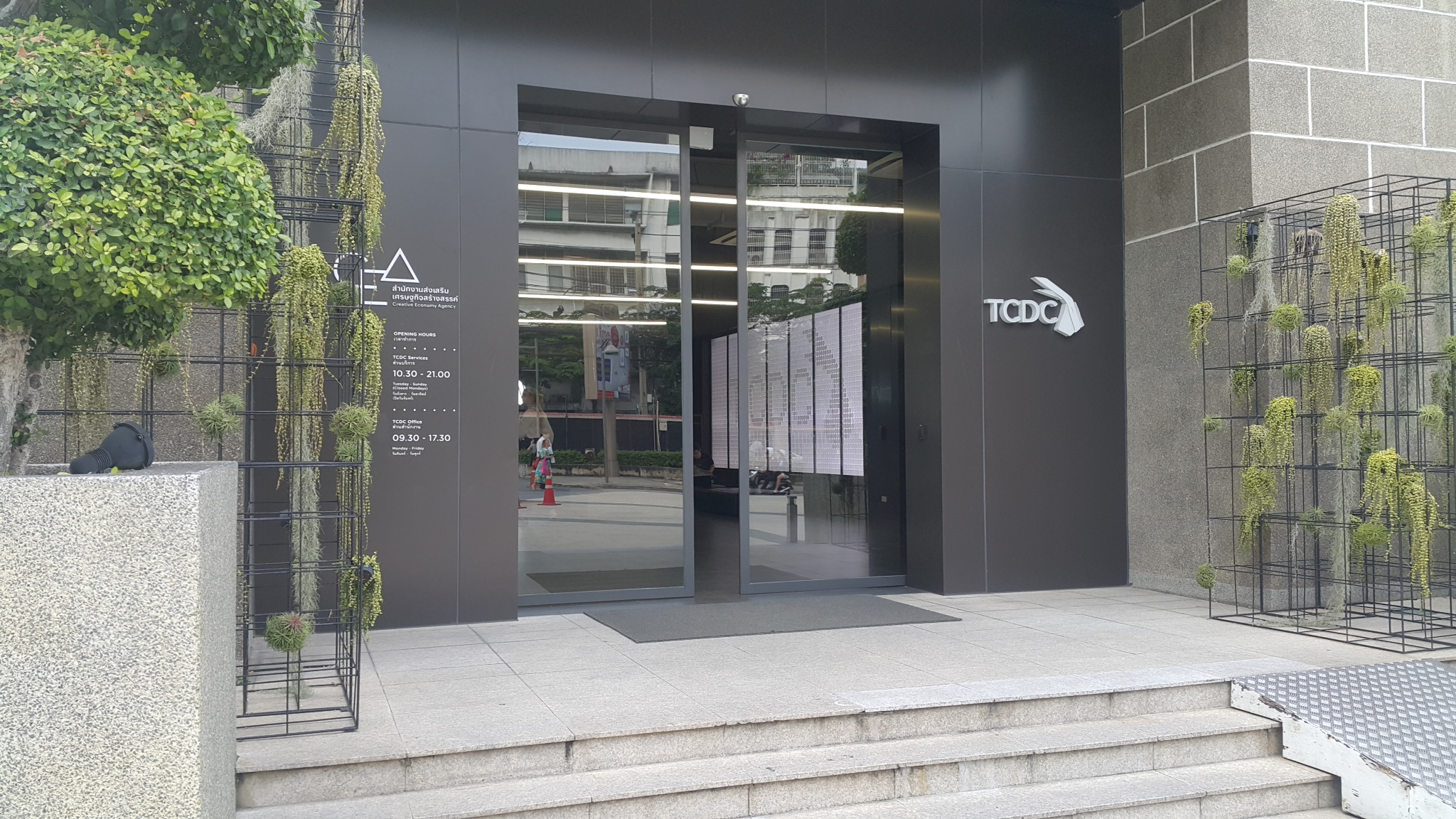
一扇自动门

自动门是指能自动打开的门，通常自動門在感应到人接近时會自动打开。據稱公元1世紀羅馬帝國埃及亚历山大港的希罗發明了已知的第一扇自動門。 

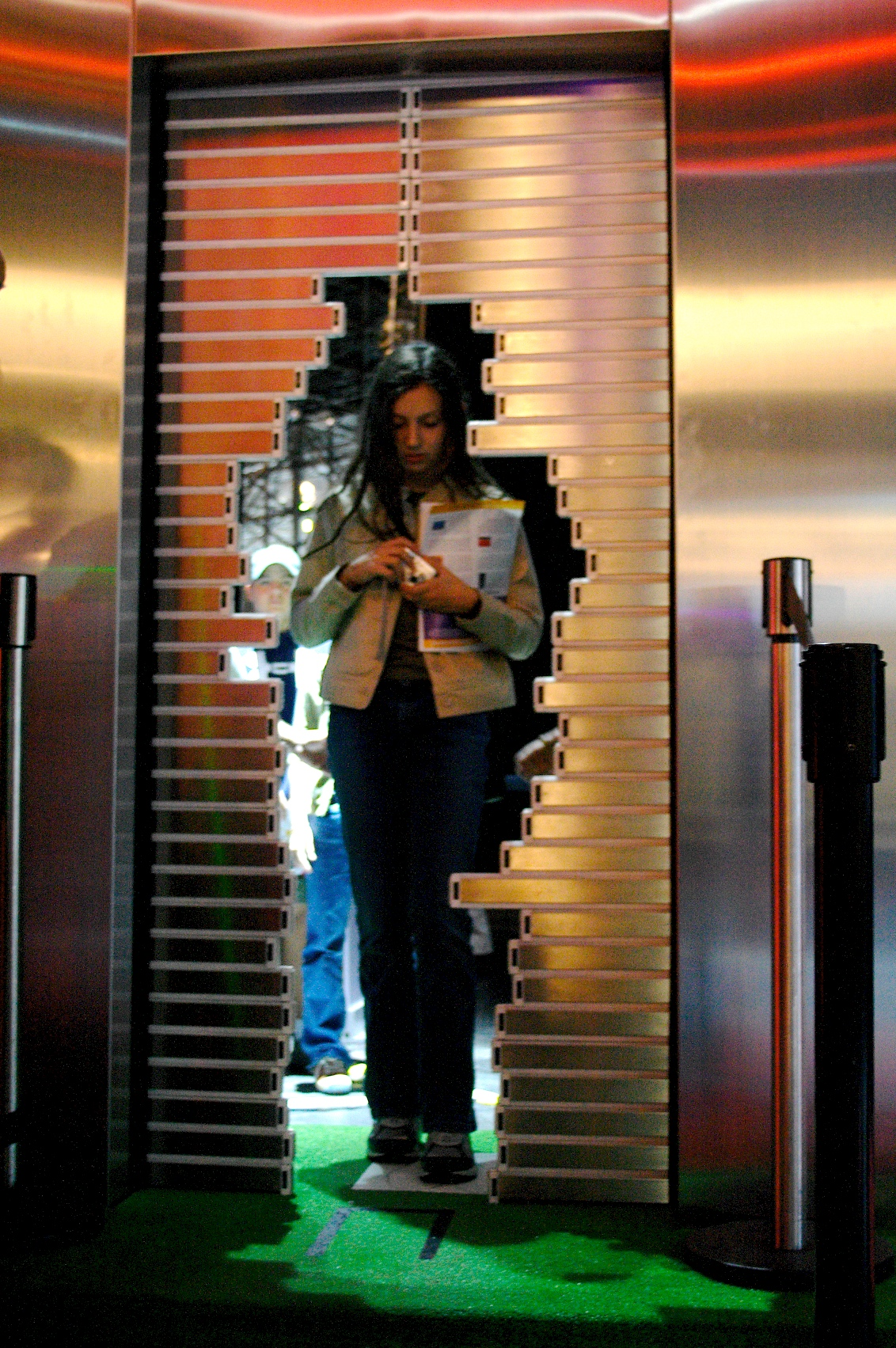
E-Taf自动门